# Rattlesnake Mountain
Der Rattlesnake Mountain (in der Sprache der Ureinwohner Lalíik – deutsch Land über dem Wasser) ist ein 3.531 ft (1.076 m) hoher windgepeitschter baumloser sub-alpiner Gebirgskamm oberhalb der Hanford Nuclear Site. Teile des Westhangs sind Weideland in Privateigentum, während der Osthang das Bundes-Schutzgebiet Arid Lands Ecology Reserve umfasst, welches eine Untereinheit des Hanford Reach National Monument darstellt, das vom United States Fish and Wildlife Service bewirtschaftet wird. Der Berg ist der zweithöchste Punkt im Benton County im US-Bundesstaat Washington, dessen Nachbar Lookout Summit ihn um lediglich 98 ft (30 m) überragt.
Die höchsten gemessenen Windgeschwindigkeiten am Rattlesnake Mountain betragen rund 240 Kilometer pro Stunde.

## Geschichte
Die Yakama nennen den Rattlesnake Mountain Lalíik, was „Land über dem Wasser“ bedeutet. Einige Historiker spekulieren darüber, dass dies auf die Hochwasser-Ereignisse auf dem Columbia River Plateau während der Missoula-Fluten anspielt, als der Rattlesnake zu den wenigen Bergen gehörte, die von den bis zu 366 m hohen Fluten nicht erreicht wurden. Geologen fanden bis zu dieser Höhenlage von den Fluten mitgeschwemmte Findlinge. Es gibt jedoch kaum Belege für menschliche Siedlungen zu den Zeiten der Fluten, die sich vor etwa 12.000 … 13.000 Jahren ereigneten. Der Lalíik wird von den indigenen Völkern des Columbia Plateau, darunter den Nez Percé, den Umatilla, den Wanapum, den Cayuse, den Walla Walla und den Yakama, als heilig verehrt und ist auch heute noch ein spirituelles Erizentrum dieser Völker.
1943 wurde der Rattlesnake Mountain durch die Regierung der Vereinigten Staaten enteignet und zu einer Pufferzone für die Atom-Projekte auf der Hanford Site erklärt. 1955 installierte die US Army eine Raketenstation für den Typ Nike Ajax am südöstlichen Ende des Kamms, die bis zu ihrer Schließung im Dezember 1958 unterhalten wurde.

## Rattlesnake Mountain Observatory
Das Observatorium am Rattlesnake Mountain wurde unter Nutzung von Teilen der Raketenbasen-Infrastruktur 1966 auf dem Gipfel errichtet und verblieb dort bis zu seinem Umzug 2009 in die Nähe von Wallula. Das Hauptteleskop des Observatoriums wurde 1971 installiert und war mit einem 80-Zentimeter-Spiegel innerhalb einer Kuppel mit einem Durchmesser von 24 ft (7,3 m) ausgerüstet. Das Teleskop ist das größte ständig montierte Teleskop in Washington. Es wurde während der frühen 1980er Jahre regelmäßig benutzt, danach jedoch außer Betrieb genommen. Wegen seiner Lage gab es Erneuerungen und Erweiterungen, um eine Fernsteuerung zu ermöglichen. Die Beobachtungs-Operationen werden von einer gemeinnützigen Gruppe durchgeführt, die von Wissenschaftlern und Ingenieuren des Pacific Northwest National Laboratory in Hanford gegründet wurde.
Am 14. März 2008 wurde bekanntgegeben, dass das Department of Energy die Erlaubnis, die Lizenz oder das Nutzungsrecht für das Observatorium oder die meisten der anderen Einrichtungen, die Kommunikationseinrichtungen auf dem Berg betreiben, nicht erneuern würde. Das Ministerium drängte stattdessen darauf, das Gebiet in einen naturnahen Zustand zurückzuversetzen, um der kulturellen Sensibilität Rechnung zu tragen. Der Umzug des Observatoriums vom Rattlesnake Mountain begann Ende Mai 2009. Die meisten Arbeiten einschließlich der Verlagerung des Teleskops selbst wurden bis Juni desselben Jahres erledigt. Ende 2012 zog das Observatorium in sein neues Heim in der Nähe von Wallula ein.

## Öffentlicher Zugang
Abschnitt 3081, „Sicherung eines öffentlichen Zugangs zum Gipfel des Rattlesnake Mountain im Hanford Reach National Monument“, des Carl Levin and Howard P. „Buck“ McKeon National Defense Authorization Act for Fiscal Year 2015 (H.R. 3979 (113th)) weist das Innenministerium an, einen öffentlichen Zugang (einschließlich eines mit motorisierten Fahrzeugen) zum Gipfel des Rattlesnake Mountain im Hanford Reach National Monument im Bundesstaat Washington zu gewährleisten. Dieses Gesetz wurde durch Unterschrift des Präsidenten am 19. Dezember 2014 in Kraft gesetzt. Die Gemeinschaft der Indigenen Völker hat diesem Gesetz widersprochen. Es wird erwartet, dass der öffentliche Zugang ab Herbst 2019 gewährt wird.

## Trivia
Der Rattlesnake Mountain wird oft als höchster baumloser Berg der Welt beschrieben, doch entbehrt dies jeder Grundlage.